# Zacharias Konrad von Uffenbach
Zacharias Konrad von Uffenbach, noto anche con lo pseudonimo di Zacharias Conrad von Uffenbach (Francoforte sul Meno, 22 febbraio 1683 – Francoforte sul Meno, 6 gennaio 1734), è stato un giurista bibliofilo tedesco.

## Biografia
Uffenbach apparteneva ad una antica famiglia patrizia di Francoforte, suo padre era il commerciante e consigliere Johann Balthasar von Uffenbach († 1700); Johann Friedrich Armand von Uffenbach era il fratello minore.
Frequentò il Lessing-Gymnasium e poi il liceo di Rudolstadt, dove visse nella casa del co-rettore e orientalista Johann Ernst Müller. Dopo la scuola, e prima di iscriversi all'università, visse brevemente a Francoforte come studente privato di Job Ludolf. Nel 1698 iniziò a frequentare i corsi all'Università di Strasburgo e dal 1700 si spostò all'Università di Halle, specializzandosi in diritto e filosofia morale. Inoltre, svolse studi storici e geografici. Già mentre si trovava ad Halle cominciò a collezionare libri, anche grazie alla vicinanza della Fiera del libro di Lipsia. Nel 1702 compì il suo primo viaggio a Dresda e Freiberg. Tornato a Halle, conseguì il dottorato sotto la supervisione di Gottfried Thomasius. 

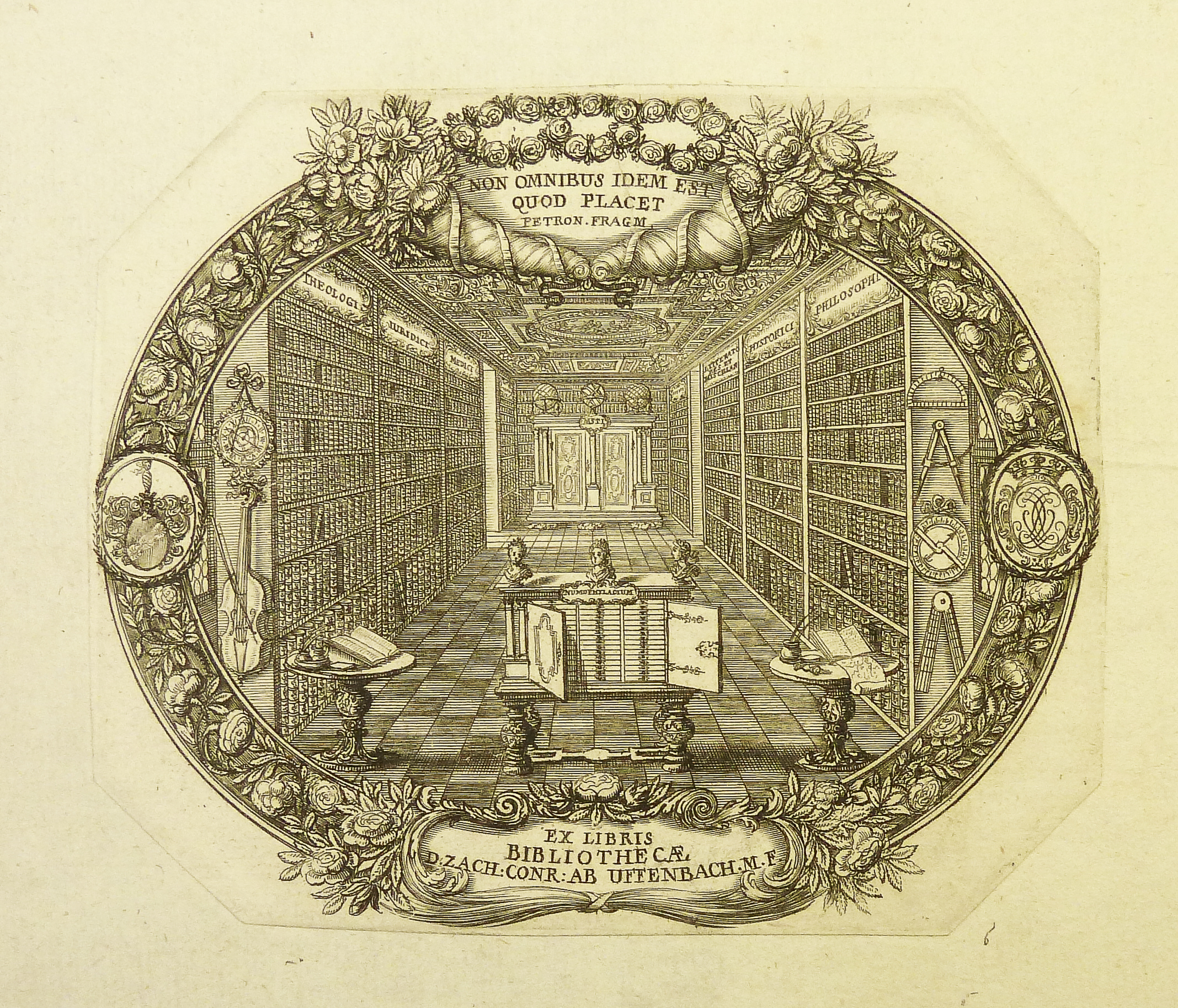
Libretti realizzati da Zacharias Konrad von Uffenbach nel 1704 da Johann Ulrich Krauss

Fece trasferire la sua biblioteca a Francoforte e viaggiò attraverso la Sassonia, la Turingia e il Brandenburgo. Nel 1704 tornò a Francoforte. Nei cinque anni successivi ampliò la sua biblioteca di libri e manoscritti e con l'aiuto di Johann Heinrich il Giovane ne fece una catalogazione dettagliata. La biblioteca era specializzata in storia, storia letteraria, possedeva incunaboli, libri proibiti, manoscritti e la corrispondenza accademica dell'Università di Francoforte.
Nel 1705 fece un viaggio nei Paesi Bassi, da cui portò altri libri, manoscritti e monete. Negli anni dal 1709 al 1711 intraprese un viaggio nella Germania settentrionale, in Olanda e in Inghilterra. In Inghilterra, visitò e descrisse la collezione di Hans Sloane, che in seguito costituì uno dei nuclei del British Museum. Da questo viaggio tornò con 4000 volumi, la sua biblioteca comprendeva a questo punto 12 000 volumi.  A causa dello scoppio della Guerra di Secessione spagnola, dovette rinunciare al proseguimento del viaggio in Italia e Francia. Nel 1718 fece il suo ultimo viaggio nei territori dell'odierno Belgio. 

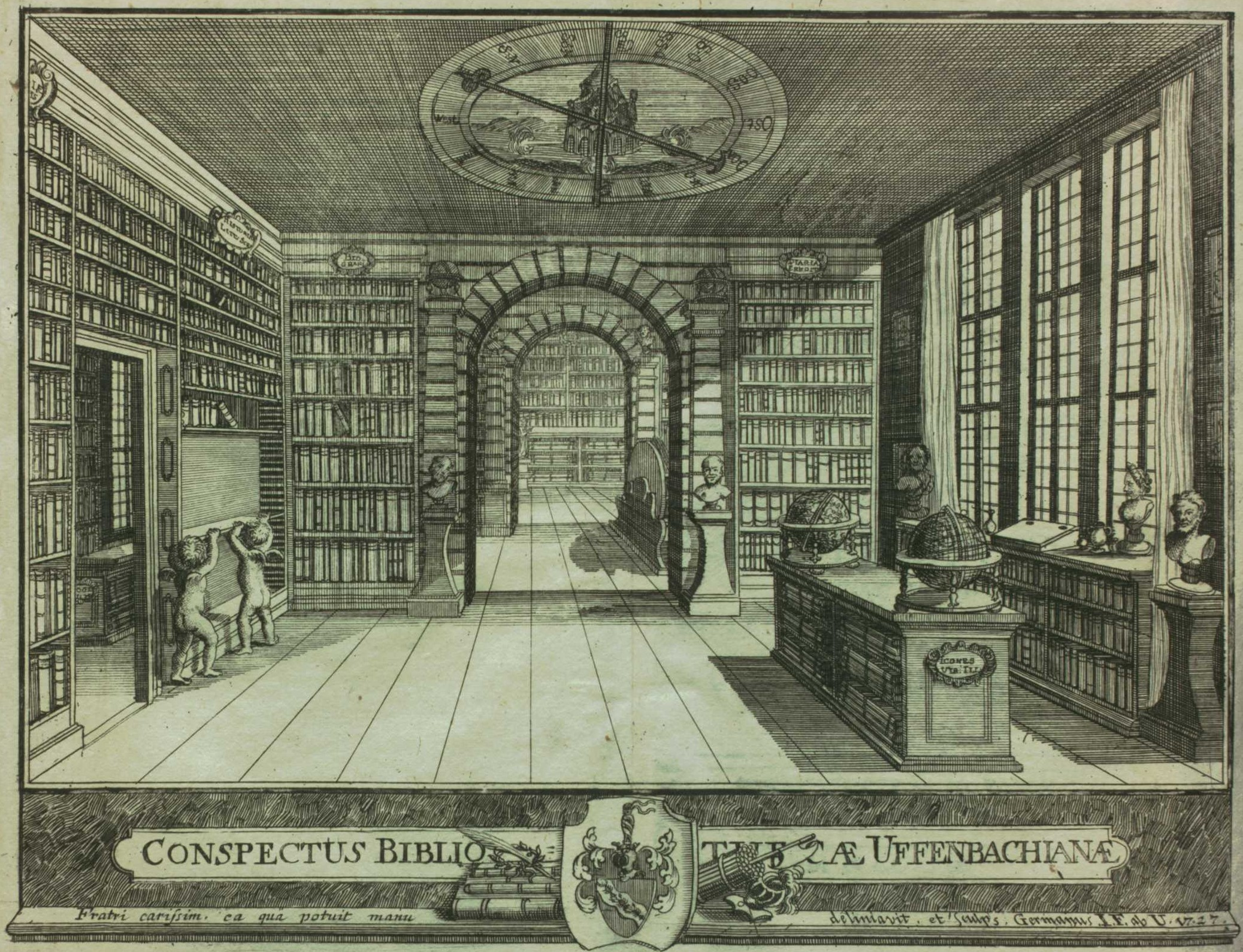
Vista della biblioteca nel catalogo del 1729

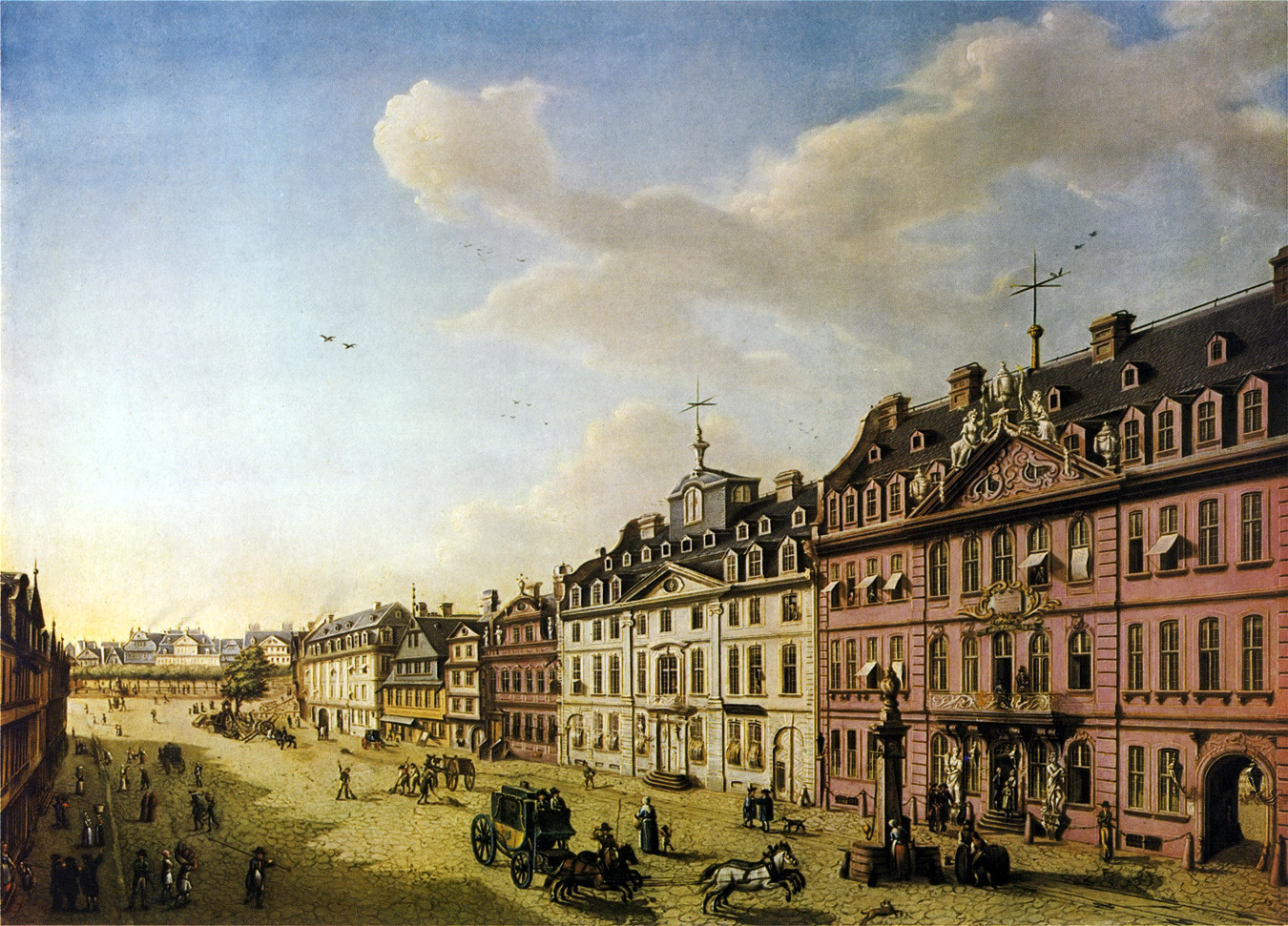
Lato nord della Zeil occidentale con la Rotes Haus, il Palais Böhler, fatto costruire da Uffenbach, la Pasquayschen Haus e il Weidenhof, 1793
(Dipinto ad olio di Johann Ludwig Ernst Morgenstern)

Nel 1721 divenne consigliere a Francoforte, nel 1727 e nel 1729 coprì la carica di sindaco delegato, fu giudice popolare nel 1730. La sua biblioteca crebbe costantemente attraverso acquisti, scambi e regali. La collezione di monete fu ceduta in cambio di libri e sostituita da una collezione di sigilli. La biblioteca fu allestita in otto sale del Palais an der Zeil, in seguito il Palais Böhler, che Uffenbach fece costruire. La collezione dei manoscritti crebbe fino a 2000 volumi e 20 000 lettere. Uffenbach era considerato "un topo di biblioteca nella concezione più colta del termine". Nel 1720 fu pubblicato ad Halle il suo catalogo di manoscritti. Realizzò antologie e bibliografie, 4 volumi dell'Adversaria ad historiam literariam spectantia sono ancora conservati nella Biblioteca della città di Francoforte, oltre a un glossario medievale e una raccolta di abbreviazioni. Mise la sua biblioteca a disposizione dei ricercatori in visita, riportandone i nomi in un registro, che è conservato nella Biblioteca statale e universitaria di Amburgo.
I suoi ultimi anni sono segnati da "malattia e sofferenze familiari". Il suo unico figlio morì bambino; la figlia maggiore fu "rapita" da un capitano von Uechtritz dalla casa dei genitori, e la figlia minore, che aveva sostenuto Uffenbach per anni nel suo lavoro, morì nel 1733, pochi mesi prima di lui. Uffenbach fu, secondo i suoi desideri, sepolto accanto a Job Ludolf nel cortile esterno della Katharinenkirche di Francoforte.

## Eredità
Quando Uffenbach morì all'età di 51 anni, il suo lavoro non era ancora finito, nel suo testamento, ne diede incarico al predicatore e bibliotecario Johann Georg Schelhorn di Memmingen . Quest'ultimo si occupò della pubblicazione di brani tratti dalla raccolta di lettere e dai diari di viaggio di Uffenbach.
Uffenbach lasciò la sua vasta collezione di scritti su Francoforte alla biblioteca cittadina, la collezione passo in seguito all'archivio comunale, e andò perduta durante la guerra. La biblioteca universitaria Johann Christian Senckenberg conserva 18 volumi di corrispondenze degli anni fra il 1706 e il 1732 e i quattro volumi conservati (Volume 3, 5, 6, 7) degli Adversaria .
Già a partire dal 1729, Uffenbach aveva ceduto parte della sua biblioteca segnalando i volumi in vendita in un catalogo, compilato in quattro volumi, dal 1729 al 1731. I manoscritti ebraici e la collezione di lettere furono acquisiti nel 1731 dal filologo amburghese Johann Christoph Wolf, altri volumi entrarono in possesso del fratello Johann Christian Wolf. Entrambi continuarono a raccogliere la corrispondenza e la donarono all'Hamburger Stadtbibliothek, istituzione che è diventata poi Biblioteca Statale e universitaria di Amburgo, dove la collezione di lettere chiamata Uffenbach-Wolfsche è a tutt'oggi conservata.
Tuttavia, alla morte di Uffenbach erano rimasti così tanti materiali, che il catalogo delle opere all'asta fu compilato in quattro volumi. Ciò che non fu venduto fu acquisito dall'Hamburger Stadtbibliothek nel 1749.

## Volumi di particolare importanza
- Unzial 0121b, manoscritto del Nuovo Testamento in scrittura onciale del X secolo, anche Codex Ruber o Fragmentum Uffenbachianum, oggi presso la biblioteca Statale e universitaria di Amburgo.
- Minuscolo 101, manoscritto in scrittura minuscola del Nuovo Testamento dell'XI secolo, oggi alla SLUB Dresda, A. 104
- Lezionario, frammento, intorno al 1250/60, oggi alla biblioteca Statale e universitaria di Amburgo, Cod. In scrin.:1[6]
- Corrispondenza di San Girolamo Colonia, San Pantaleone,  ca. 1150-1170, oggi alla biblioteca Statale e universitaria di Amburgo, Cod. In scrinio 6
- Historiae Romanorum, ca. 1280, oggi alla biblioteca Statale e universitaria di Amburgo, Cod. in scrin.:151[7]
- Libro dello stemma di Uffenbach, seconda metà del XV secolo, oggi alla Biblioteca statale e universitaria di Amburgo, Ms. in scrinio 90 b[8]

## Opere
- De quasi-emancipatione occasione reformationis Francofurtensis. Tesi, Halle 1702

### Cataloghi
- Bibliotheca Uffenbachiana manuscripta, seu, catalogus et recensio msstorum codicum qui in bibliotheca Zachariae Conradi ab Uffenbach Traiecti ad Moenum adservantur e in varias classes distinguuntur, qvarum priores / Io Henricus Maius fil... recensuit reliquas possessor ipse digessit qui omnem etiam hanc supellectilem literariam suam ad usus publicos offert. Halae Hermundurorum: impensis Novi bibliopolii, 1720

Digitalizzazione
- Bibliotheca Uffenbachiana apocrypha vel latens.
- Bibliotheca Uffenbachiana universalis, sive, Catalogus librorum: tam typis quam manu exaratorum, quos summo studio hactusus collegit Zach. Conradus ab Uffenbach. 4 volumi, Francofurti ad Moenum: apud Jo. Benj. Andreœ & Henr. Hort., 1729.

Digitalizzazione dal volume I, 1729
Digitalizzazione dal volume II, 1730
Digitalizzazione dal volume III, 1730
Digitalizzazione dal volume IV, 1731

### postumi
- Commercii epistolici Uffenbachiani selecta cum vita ejusdem. 5 volumi. Ulm e Memmingen 1753-56, digitalizzati da CAMENA
- Uffenbach’s Merkwürdige Reisen durch Niedersachsen, Holland und England. 3 volumi con incisioni di Johann Friedrich von Uffenbach. Francoforte / Lipsia 1753-54

### Cataloghi
- Catalogus manuscriptorum codicum bibliothecae Uffenbachianæ. typis B. Diehlii, Francofurti ad Moenum 1747 Digitalizzazione
- Ernst Kelchner: Die von Uffenbach’schen Manuscripte auf der Stadtbibliothek zu Frankfurt a. M. Druck von A. Osterrieth, Frankfurt am Main 1860 Digitalizzazione
- Nilüfer Krüger (ed.): Supellex epistolica Uffenbachi et Wolfiorum. Katalog der Uffenbach-Wolfsche Briefsammlung. Hauswedell, Amburgo 1978 (= catalogo dei manoscritti della Biblioteca statale e universitaria di Amburgo, 8) 
  1. Catalogo degli autori da AA a M (ag.?) JG Musculus ISBN 3-7762-0154-1
  2. Catalogo degli autori Wolfgang Musculus a Georg Zyrlin, catalogo dei destinatari, supplemento. ISBN 3-7762-0155-X
- Catalogo dei lasciti (PDF, 17,8   MB), Biblioteca universitaria Johann Christian Senckenberg, Francoforte